# Fútbol en Rumania

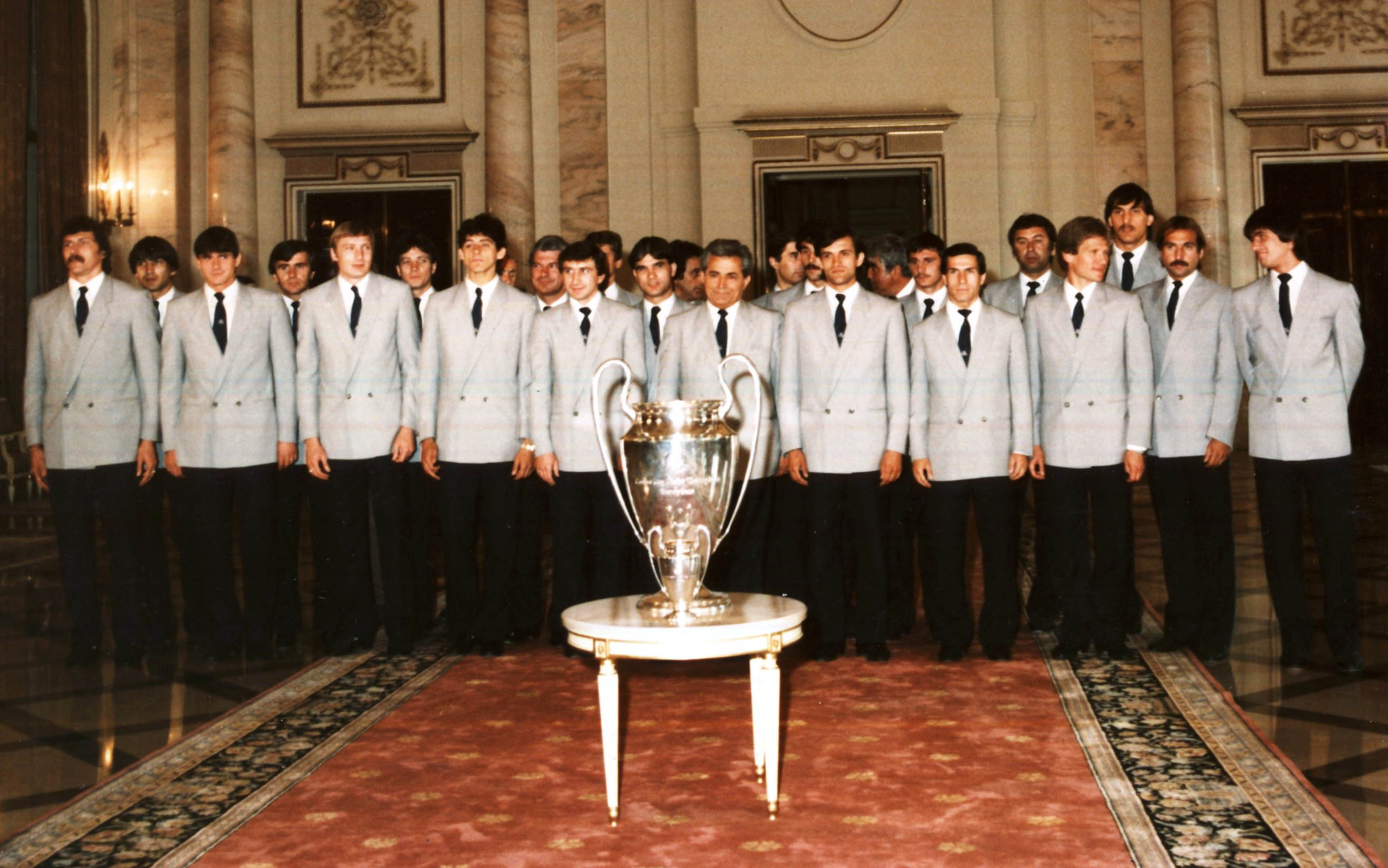
Plantilla del FC Steaua Bucureşti que ganó la Copa de Europa en 1986.

El fútbol es el deporte más popular de Rumania. La Federación Rumana de Fútbol (en rumano: Federaţia Română de Fotbal, FRF), fundada en 1909, es el organismo que regula el fútbol rumano y es miembro de la FIFA y UEFA. La Federación gestiona la Liga I —la primera y máxima competición de liga del país— la Copa de Rumania y la selección de fútbol de Rumania.

## Competiciones oficiales entre clubes
La primera liga de fútbol profesional en Rumania se celebró en 1909 con la primera temporada de la Divizia A. El nombre de la primera división del fútbol rumano se cambió a Liga I en la temporada 2006-07. En la actualidad, el sistema doméstico de ligas se compone por cuatro divisiones: Liga I, Liga II, Liga III y la Liga IV, que es la liga de los distritos.

### Liga I
La primera división del país es la Liga I y contiene 18 clubes. El campeón logra clasificarse para la Liga de Campeones de la UEFA de la temporada siguiente y el subcampeón disputa la ronda previa de esa misma competición. El tercer clasificado entra directamente en la UEFA Europa League, mientras que del cuarto al sexto disputan las rondas previas. El Steaua Bucureşti es el club más laureado del país con 23 ligas y disputa el clásico del fútbol rumano (Marele Derby) con el Dinamo Bucureşti, que a su vez es el segundo club con más títulos, con 18. Los cuatro últimos equipos clasificados descienden a la Liga II.

### Competiciones de copa
Además de la Liga I, en Rumania se disputa la Cupa României, que es la copa nacional del fútbol rumano, y la Supercupa României, que enfrenta al campeón de la Liga I y al campeón de la Copa. El campeón de Copa obtiene acceso directo a la UEFA Europa League.

## Selecciones de fútbol de Rumania

### Selección absoluta de Rumania
La selección de Rumania, en sus distintas categorías está controlada por la Federación Rumana de Fútbol.
El equipo rumano, conocido como Tricolorii, disputó su primer partido oficial en 1922 en un partido disputado en Belgrado contra Yugoslavia y venció por un gol a dos. Desde entonces ha disputado siete Copas del Mundo de la FIFA y cuatro Eurocopas. Su mejor resultado en una Copa del Mundo fue en 1994, cuando logró alcanzar los cuartos de final. Los cuartos de final son también el mejor resultado del equipo rumano en una Eurocopa y lo logró en 2000.
El jugador con más partidos disputados es Dorinel Munteanu y el máximo goleador de la selección es Gheorghe Hagi, considerado el mejor futbolista rumano de todos los tiempos.

### Selección femenina de Rumania
La selección femenina debutó en 1990 en un partido frente a Moldavia, pero nunca logró clasificarse para una fase final de la Copa del Mundo.